# Fritz Böhme (Autor)
Fritz Böhme (* 10. Mai 1881 in Berlin; † 19. März 1952 in Berlin) war ein deutscher Tanzpublizist und Kulturjournalist.

## Leben und Wirken

### Kaiserreich und Weimarer Republik
Von 1902 bis 1905 studierte Böhme an der Friedrich-Wilhelms-Universität in Berlin Geschichte, Kunstgeschichte und Pädagogik. Mit journalistischen Arbeiten für verschiedene Zeitungen verdiente er sich eine Zeit lang seinen Lebensunterhalt und studierte anschließend ebenda von 1910 an Mediävistik und Literaturgeschichte, u. a. bei Erich Schmidt. Dieser vermittelte ihm eine erste feste Anstellung als „wissenschaftlicher Hilfsarbeiter“ (eine Art Assistent) und Archivar bei der „Gesellschaft für deutsche Erziehungs- und Schulgeschichte“. 1913 konnte Böhme einen Nachtragsband zur Werkausgabe von Theodor Storm veröffentlichen. 1915 folgte eine biographische Studie über Ferdinand Röse, den Mitschüler und Freund Emanuel Geibels und Storms.
Ab 1916 war Böhme Feuilletonleiter der Deutschen Warschauer Zeitung. Über die Jugendbewegung und Mensendieck-Schülerinnen auf neue Entwicklungen im Tanz aufmerksam geworden, begann er bereits hier, über Tanz zu berichten, der nicht mit Ballett und Varieté zu tun hatte. Nach dem Ersten Weltkrieg bemühte er sich, das Genre ernsthafter Tanzkritik in der Presse zu etablieren: zunächst im Berliner Börsen-Courier und in der Libelle, der seinerzeit einzigen deutschen Zeitschrift mit einer eigenen Tanz-Rubrik. 1919 wurde Böhme Feuilleton-Redakteur der Deutschen Allgemeinen Zeitung. Hier konnte er die seriöse kunstkritische Betrachtung des Bühnentanzes endgültig etablieren und im Laufe der Jahre Hunderte von Beiträgen über Tanzthemen veröffentlichen. Bis er im Jahr 1928 die feste Anstellung zugunsten einer freien Mitarbeit aufgab, hatte er auch sieben Bücher über Tanz publiziert. Böhme gründete diverse Vereinigungen (wie 1927 den Berliner Tanzkritiker Verband) oder wirkte maßgeblich in ihnen mit, beteiligte sich an der Organisation der drei deutschen Tänzerkongresse 1927, 1928 und 1930 und hielt eine Vielzahl von Vorträgen über Tanzthemen. Er strebte die wissenschaftliche Auseinandersetzung mit dem Tanz (Tanzwissenschaft) an und veröffentlichte diesbezügliche Aufsätze wie Materialien zu einer soziologischen Untersuchung des künstlerischen Tanzes. In der beim zweiten deutschen Tänzerkongreß in Essen 1928 kulminierenden Auseinandersetzung zwischen den Anhängern Rudolf von Labans und Mary Wigmans stellte sich Böhme auf die Seite Labans. Fritz Böhme publizierte zwar überwiegend über Tanz und Tänzer, immer wieder jedoch auch zu literarischen oder pädagogischen Themen und schrieb auch Filmkritiken.

### Zeit des Nationalsozialismus
Sein vielseitiges Wirken im Tanz führte ihn auch in die Bereiche des Volkstanzes, wo er 1. Vorsitzender des „Verbandes Deutscher Volkstanzkreise“ wurde. „In dieser Eigenschaft glaubte er, 1933 in die NSDAP und in den Kampfbund für Deutsche Kultur eintreten zu müssen. Nach eigener Aussage wollte er mit seinem aktiven Engagement die Zerstörung des Ausdruckstanzes und die ideologische Einvernahme der Volkstanzkreise durch die Nationalsozialisten verhindern.“ Böhme baute ab Mitte der 1930er Jahre an den Deutschen Meisterstätten für Tanz in Berlin ein Tanzarchiv auf und unterrichtete hier Tanzgeschichte. Sein Wirken in der Zeit des Nationalsozialismus ist noch nicht gründlich erforscht. Fest steht, dass er anfangs die neue Politik für den tatsächlich stark gefährdeten modernen Tanz der Weimarer Republik, für den er sich seit 1919 laufend eingesetzt hatte, zu gewinnen versucht hat. Hierzu schrieb er am 8. November 1933 einen Brief an den Reichsminister für Volksaufklärung und Propaganda Joseph Goebbels. Konkretes Ziel des Briefes ist der Versuch, Goebbels bzw. der Reichskulturkammer die Schaffung einer „Einzelkammer für Bewegungskunst und Tanz“ nahezulegen. Zur Erreichung dieser beiden Ziele bediente sich Böhme – bei diesem Briefempfänger naheliegend – eines ihn heute stark kompromittierenden nationalsozialistischen Vokabulars, das bei ihm zuvor und anschließend in dieser Konsequenz (nach bisherigem Forschungsstand) nicht nachgewiesen worden ist. Auffallend ist, dass Böhme zur Rettung des „neue(n) deutsche(n) künstlerische(n) Tanz(es)“ dessen Konkurrenz auf den Tanzbühnen, das Ballett, durch Formulierungen wie „auf liberalistischer Kunstauffassung erwachsener Ballettstil“ zu diskreditieren versuchte. Da eine „liberalistische Kunstauffassung“ viel eher auf den Ausdruckstanz zutrifft, ist bei diesem Brief von einer entsprechenden Täuschungsabsicht Böhmes gegenüber der Politik auszugehen und seine o. g. eigene Begründung seiner Intentionen durchaus plausibel. Fest steht zumindest, dass Böhme in seinen Kritiken trotz gelegentlicher diesbezüglicher zeittypischer Formulierungen keine nationalsozialistische Kunstauffassung zum modernen künstlerischen Tanz vertrat. Er schrieb weiterhin sachlich und positiv über die modernen Tänzer wie beispielsweise Dore Hoyer, deren Tanzstil von den nationalsozialistischen Kritikern negativ beurteilt wurde. – In den 1930er Jahren veröffentlichte Böhme keine Bücher mehr über Tanz, wirkte jedoch noch einmal an der Neuausgabe von Theodor Storms Werken mit.

### Nachkriegszeit
Böhme war durch die kriegsbedingte totale Zerstörung des von ihm geleiteten Tanzarchivs und ein mehrjähriges Schreibverbot bis zu seiner Entnazifizierung 1949 in der Ausübung seiner bisherigen beruflichen Tätigkeiten stark eingeschränkt. In den letzten Lebensjahren unterrichtete er Tanzgeschichte an der privaten Tanzschule von Marianne Vogelsang und an der Staatlichen Ballettschule in Berlin.
Teilnachlässe Böhmes befinden sich im Tanzarchiv Leipzig und im Deutschen Tanzarchiv Köln.

## Werke
- (Bearb.:) Olga Desmond Rhythmographik, Leipzig 1919
- Vom musiklosen Tanz, Leipzig 1921
- mit Curt Moreck: Der Tanz in der Kunst, Heilbronn 1924
- Tanzkunst,  Dessau 1926
- Der Tanz der Zukunft, München 1926
- Entsiegelung der Geheimnisse. Zeichen der Seele. Zur Metaphysik der Bewegung, Berlin 1928
- (Hrsg.:) Die Tänzerin Hilde Strinz. Ein Buch des Gedenkens, Berlin 1928
- Rudolf von Laban und die Entstehung des modernen Tanzdramas. Edition Hentrich, Berlin 1996